# キネティックフォーラム
キネティックフォーラム(Kinetic Forum)とは、様々な縁で集まった医師、指導者、施術師、トレーナー、選手などで構成する学術団体。

## 概要
キネティックフォーラムでは、身体の各部位が関連・協調し合って支えていることをポイントに置いている。固めて支えると、手足の動きに偏り・力み・制限が生じやすくなるが、関連・協調し合うことで、身体は自由に動くようになる。このことを踏まえ、テーピングやアイシングなどを使用せず、自然の摂理に従い、障害予防、早期回復、競技能力向上を目的に、身体を包括的に支えるシステム（BCトータルバランスシステム）を学び実践している団体。

## 活動内容
駅伝やトラック＆フィールドの強豪校をはじめ、プロ野球選手、各種競技団体のサポートなども積極的に行なっている。